# Асяново
Асяново (баш. Әсән) — село в Дюртюлинском районе Башкортостана, административный центр Асяновского сельсовета. Согласно переписи 2020 года население составляло 1329 человек.

## История
В «Списке населенных мест по сведениям 1870 года», изданном в 1877 году, населённый пункт упомянут как деревня Асанова 4-го стана Бирского уезда Уфимской губернии. Располагалась на почтовом тракте из Бирска в Мензелинск, при речке Куваше, в 60 верстах от уездного города Бирска и в 10 верстах от становой квартиры в деревне Дюртюли. В деревне, в 119 дворах жили 817 человек (405 мужчин и 412 женщин, тептяри), были мечеть, волостное правление, водяная мельница, 16 лавок. Жители занимались земледелием, скотоводством и хлебопечением.

## Население
| 2002 | 2009  | 2010  |
| ---- | ----- | ----- |
| 1662 | ↘1661 | ↘1479 |

Национальный состав
Согласно данным всероссийской сельскохозяйственной переписи 1920 года в селе проживало - 1760 тептяр, 44 мишара, 17 татар, 12 башкир и 8 марийцев.
Согласно переписи 2002 года, преобладающие национальности — башкиры (49 %), татары (47 %).

## Географическое положение
Расстояние до:
- районного центра (Дюртюли): 12 км,
- ближайшей ж/д станции (Уфа): 129 км.

## Инфраструктура села
ООО «Асян», Асяновский кирпичный завод, птицефабрика ООО «Асяновское», МОБУ "Асяновская средняя общеобразовательная школа", МОБУ "Асяновский детский сад «Березка»", дом культуры, сельская библиотека, филиал ДЮСШ, фельдшерско-акушерский пункт.

## Религия
В селе есть мечеть Асян.

## Известные жители
- Бабич, Шайхзада Мухаметзакирович - поэт и политический деятель.
- Максютов, Сахипзада Давлетшинович - один из руководителей Бураевского восстания.